# 영덕 백회재 고택
영덕 백회재 고택(盈德 百悔齋 古宅)은 대한민국 경상북도 영덕군 영해면 괴시리에 있는 건축물이다. 2014년 12월 18일 경상북도의 문화재자료 제629호로 지정되었다.

## 개요
백회재 고택은 1827년 백회재(百悔齋) 남곤수(南崑壽, 자 : 치묘(穉昴), 1789〜1847)가 건립하였고, 현손인 남효악(南孝岳)이 1923년에 중수하였다고 전해진다. 그후 2002년 기둥을 비롯해 도리, 보, 서까래 등 부식된 부재를 교체 수리하는 등 보수가 있었다.
이 古宅은 역사적 측면에서 특기할 만 한 업적을 남긴 인사는 없다. 다만 이 마을이 영남지역의 대표적인 동성 촌으로 다수의 지정문화재가 있다는 점은 고려할 필요가 있다.
건물은 정면 4칸, 측면 4칸에 안채, 사랑채, 안대문간채 3동이 ‘ㅁ’자형으로 배열된 살림집이다. 작은 규모에 상류주택 본연의 기능을 함축시킨 평면 및 배치구성과 돌출 배열된 안대문채, 지붕형태 등은 주변 뜰집과 비교해 그 건축적 특성이 주목되는바 문화재로 지정하여 보존하는 것이 적절하다고 판단되어 문화재자료로 지정한다.

## 참고 자료
- 영덕 백회재 고택 - 국가유산청 국가유산포털